# Max und Moritz
Max und Moritz - Eine Bubengeschichte in sieben Streichen (Juca e Chico - História de Dois Meninos em Sete Travessuras, na versão brasileira, feita por Olavo Bilac), é o título do livro ilustrado infantil publicado em 4 de abril de 1865, pelo humorista, poeta e desenhista alemão Wilhelm Busch, e que narra as aprontações de dois irmãos, que dão título à obra. Esse livro consta entre os primeiros trabalhos do autor. O enredo apresenta padrões nítidos de conteúdo, estilo e efeito estético, o que se repetiu nos trabalhos posteriores de Busch. Muitas rimas dessa história se tornaram citações populares em alemão. É um dos livros infantis mais vendidos e foi traduzido para mais de 300 línguas e dialetos.
O livro é considerado como precursor das histórias em quadrinhos, por aliar os versos em que a obra é composta com desenhos ilustrativos de cada cena.

## Contexto da criação

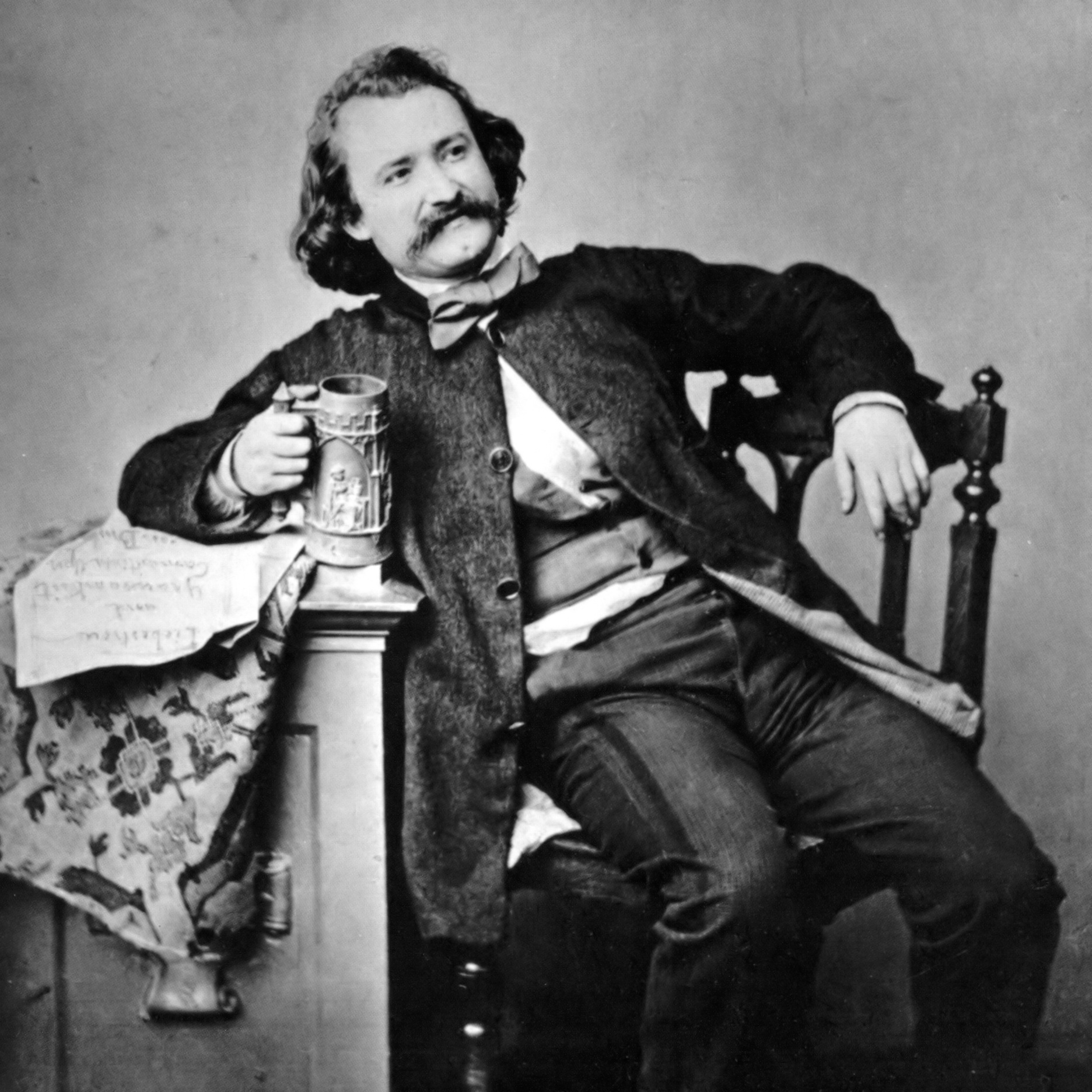
Wilhelm Busch (1860)

Depois de um curso incompleto em Düsseldorf e Antuérpia, Wilhelm Busch quis continuar seus estudos de artes em Munique, mas esse desejo resultou em um desentendimento com seu pai, que o mandou para Munique com um último auxílio financeiro. Contudo, o curso de artes na Academia de Belas Artes de Munique não correspondeu às suas expectativas. Busch entrou em contato com a cena artística de Munique no clube de artistas Jung München, em que se reuniam quase todos os pintores importantes da cidade. No jornal desse clube, Busch e vários outros artistas publicaram caricaturas e
textos informativos. Kaspar Braun, que editava os jornais satíricos Münchener Bilderbogen e Fliegende Blätter interessou-se pelo estilo de Busch e ofereceu a ele um trabalho
autônomo. Graças a essa remuneração, ele estava pela primeira vez com as contas
em dia e tinha dinheiro o suficiente para seu sustento. 

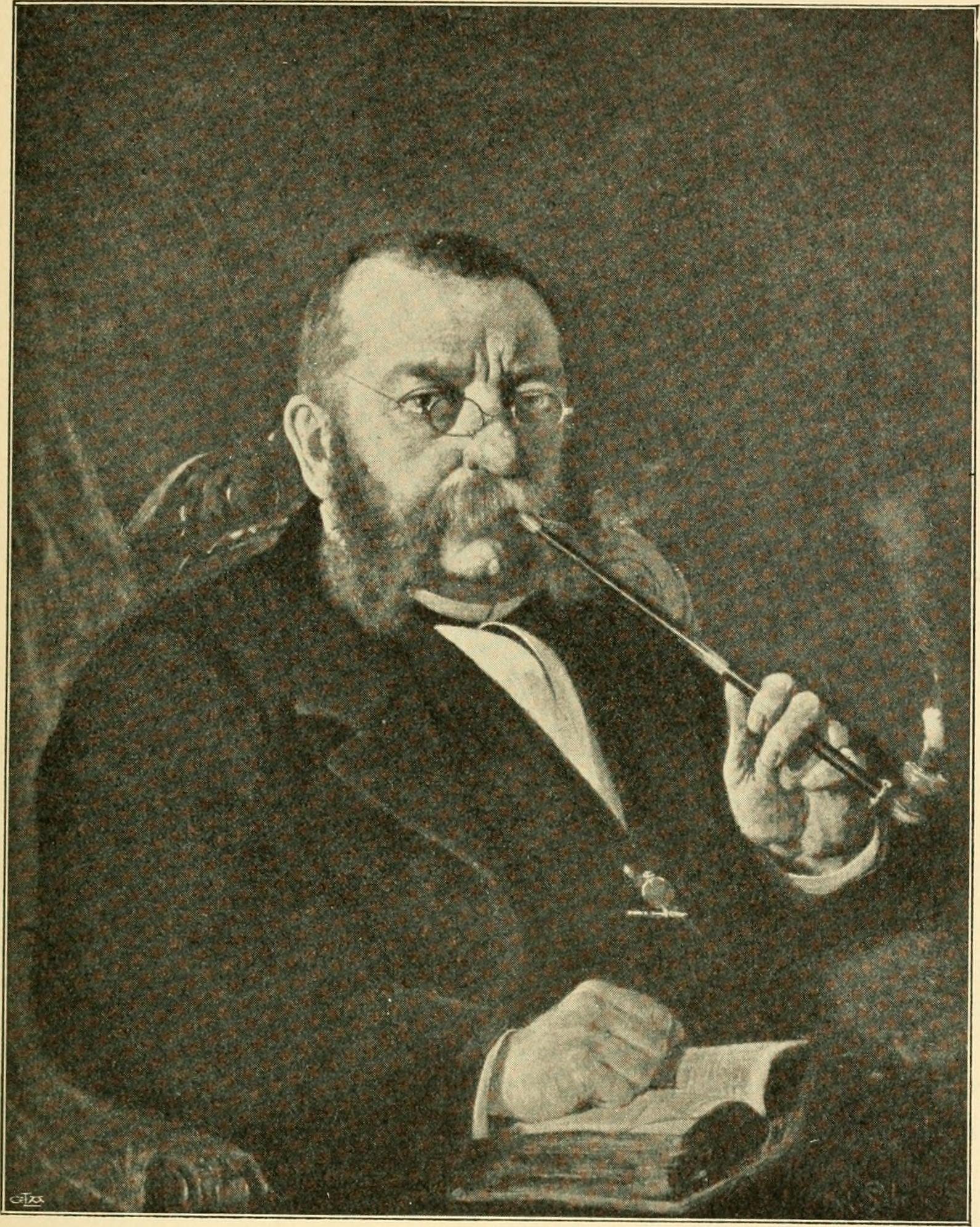
Kaspar Braun

Entre 1860 e 1863, Wilhelm Busch contribuiu com
mais de cem trabalhos para o Münchener Bilderbogen e Fliegende
Blätter. Busch achava que sua crescente dependência em Kaspar Braun o
restringia, então ele procurou um novo editor: Heinrich Richter, filho do
pintor saxônio Ludwig
Richter. Na editora de Richter tinham sido publicadas até então apenas
obras de seu pai, assim como livros infantis e de cunho religioso e edificante.
Busch possivelmente não estava ciente da natureza do trabalho da editora quando
combinou com Heinrich Richter a publicação de um livro ilustrado. Ele era livre
para escolher o tema, porém, sua proposta encontrou objeções por parte de
Richter. Busch começou a trabalhar no Max und Moritz em novembro de
1863, quando sua obra anterior Bilderpossen ainda estava no
prelo. Em 12 de dezembro do mesmo ano ele tinha desenhado cerca de cem
ilustrações que ofereceu para publicação a Richter em outubro de 1864.
As dúvidas de Heinrich Richter perante as
histórias do Bilderpossen de 1864 foram confirmadas. O livro se mostrou
um fracasso, pois não era nem uma coletânea de contos, um livro ilustrado ou de
caricatura, e ainda superava em muito a crueldade encontrada em Struwwelpeter (traduzido
para o português como João Felpudo).
Ainda em novembro de 1864, o editor deu esperanças a Busch de que a vendagem no
período de Natal aumentaria, o que, no entanto, não aconteceu. No começo do ano
de 1865, Richter rejeitou o manuscrito de Max und Moritz por causa da
baixa expectativa de venda. Além disso, seu pai, Ludwig Richter, havia
concluído que as pessoas que gostavam desse gênero não compravam livros.
Wilhelm Busch se comunicou novamente com seu
antigo editor Kaspar Braun em 5 de fevereiro, embora desde algum tempo eles não
se falavam nem se correspondiam:
Prezado Senhor Braun! [...] Envio-lhe a história de Max und Moritz, que tive o prazer de colorir, com o pedido de que a examine com carinho e um ocasional sorriso. Eu pensei que ela pudesse ser publicada como uma pequena epopeia infantil em alguns números do Fliegende Blätter.
Kaspar Braun autorizou a publicação em fevereiro de 1865, sem comentar sobre o desentendimento entre ambos, e só pediu a Busch para aperfeiçoar novamente o texto e as imagens. Diferente do que Wilhelm Busch propôs, Braun não queria publicar a história no Fliegende Blätter, mas sim aumentar a seção de
livros infantis da editora Braun &
Schneider. Pelos direitos autorais, Braun pagou à vista 1000 florins a
Wilhelm Busch, o que correspondia a quase dois anos de salário de um
trabalhador braçal e foi uma soma considerável para ele. Para Kaspar Braun e
sua editora, o negócio da publicação se mostrou um golpe de sorte a médio e
longo prazo. Em agosto de 1865, Wilhelm Busch desenhou a trama em uma prensa de
madeira e em outubro a história ilustrada foi publicada com uma tiragem de 4000
exemplares. A vendagem dessa primeira edição, com encadernação simples de
papelão claro, estendeu-se até 1868. Um exemplar dessa primeira edição foi
vendido, em um leilão em 1998, por um valor equivalente a 125.000 euros.

## Enredo
"Vai-se embora; e, sem cautela,
Deixa no fogo a panela.
Junto ao fogão, fica só
O vigilante Totó"

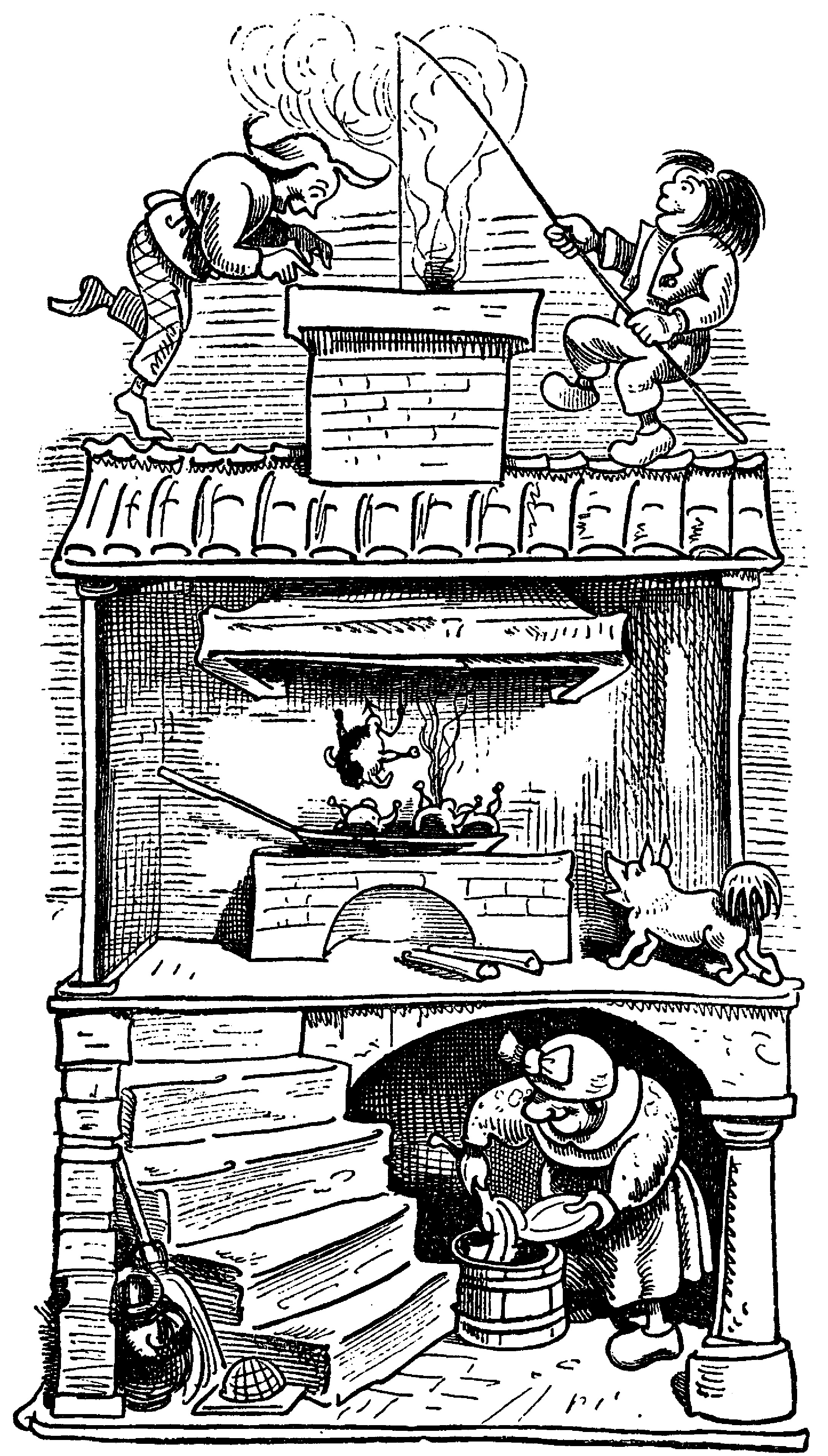
"Vai-se embora; e, sem cautela,
Deixa no fogo a panela.
Junto ao fogão, fica só
O vigilante Totó"

Juca e seu irmão Chico aprontam com várias pessoas do vilarejo em que vivem: ao sacristão colocam pólvora no cachimbo, explodindo-o; às galinhas da velha senhora, atam anzois que as matam e, após pranteadas e cozidas, roubam os assados, fazendo com que o pobre cão da mulher receba toda a culpa.
Seguem aprontando com várias pessoas, e até com o próprio tio, até que o padeiro, vendo que os dois lhe roubavam os biscoitos, resolve vingar-se, num final trágico a que todos da cidade apoiam.
A história começa com o narrador fazendo uma introdução de caráter moralista, que apresenta os nomes dos dois pestinhas Max e Moritz (na tradução de Bilac nomeados de Juca e Chico):
Não têm conta as aventuras,
As peças, as travessuras
Dos meninos mal criados...
- Destes dois endiabrados,
Um é Chico; o outro é o Juca:
Põem toda a gente maluca
Mas ao invés de diabinhos tenebrosos, o que o leitor encontra são dois meninos atrevidos:
Não querem ouvir conselhos
Estes travessos fedelhos!
- Certo é que, para a maldade,
Nunca faz falta a vontade...
Andar pela rua à toa,
Caçoar de uma pessoa,
Dar nos bichos, roubar frutas,
Armar brigas e disputas,
Rir dos homens respeitáveis,
São coisas mais agradáveis,
Que ir à escola ou ouvir missa...
Antes a troça e a preguiça!
Este prólogo se refere de maneira satírica e parodística à perversidade comumente encontrada nas crianças, o que é demonstrado através de exemplos. Em cinco capítulos, os dois garotos pregam peças maldosas nos habitantes da cidadezinha onde viviam, no sexto, a travessura fracassa e, no sétimo, eles morrem.
A vítima da primeira e segunda travessuras é a viúva Bolte, que possui três galinhas e um galo. Depois de engolirem uma das iscas deixadas pelos meninos, essas galinhas encontram a morte ao se enroscarem na macieira com os barbantes que ainda amarravam essas armadilhas. Então, desolada com a morte das galinhas, a viúva Bolte as frita e, ao ir buscar chucrute no porão, Max e Moritz pescam as galinhas fritas da panela através da chaminé.
Para a terceira travessura, os dois elegem como vítima o alfaiate Böck. Eles serram uma fenda na ponte de madeira perto da casa do alfaiate e o provocam com xingamentos. Então, quando ele corre sobre a ponte com uma trena de madeira na mão para castigar os vilões, o pontilhão se quebra e ele cai no riacho, só sendo salvo quando um par de gansos o tira de lá.

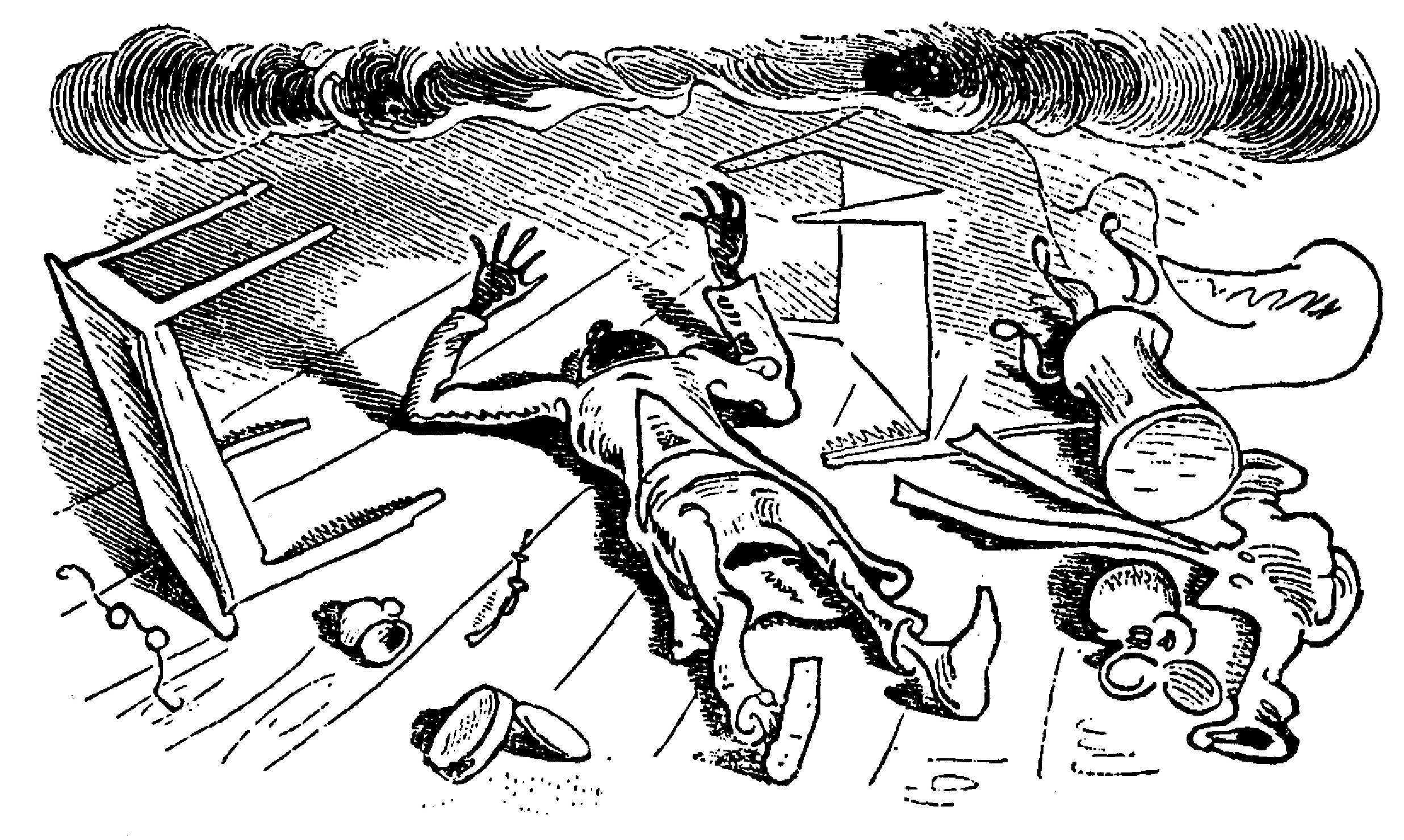
Quarta travessura: professor Lämpel

A quarta travessura eles pregam no mestre Lämpel. Durante sua ausência, invadem sua casa e enchem o cachimbo do amante de tabaco com pólvora. Quando Lämpel volta, acende o cachimbo, como de costume, e sofre graves queimaduras com a explosão que se seguiu.

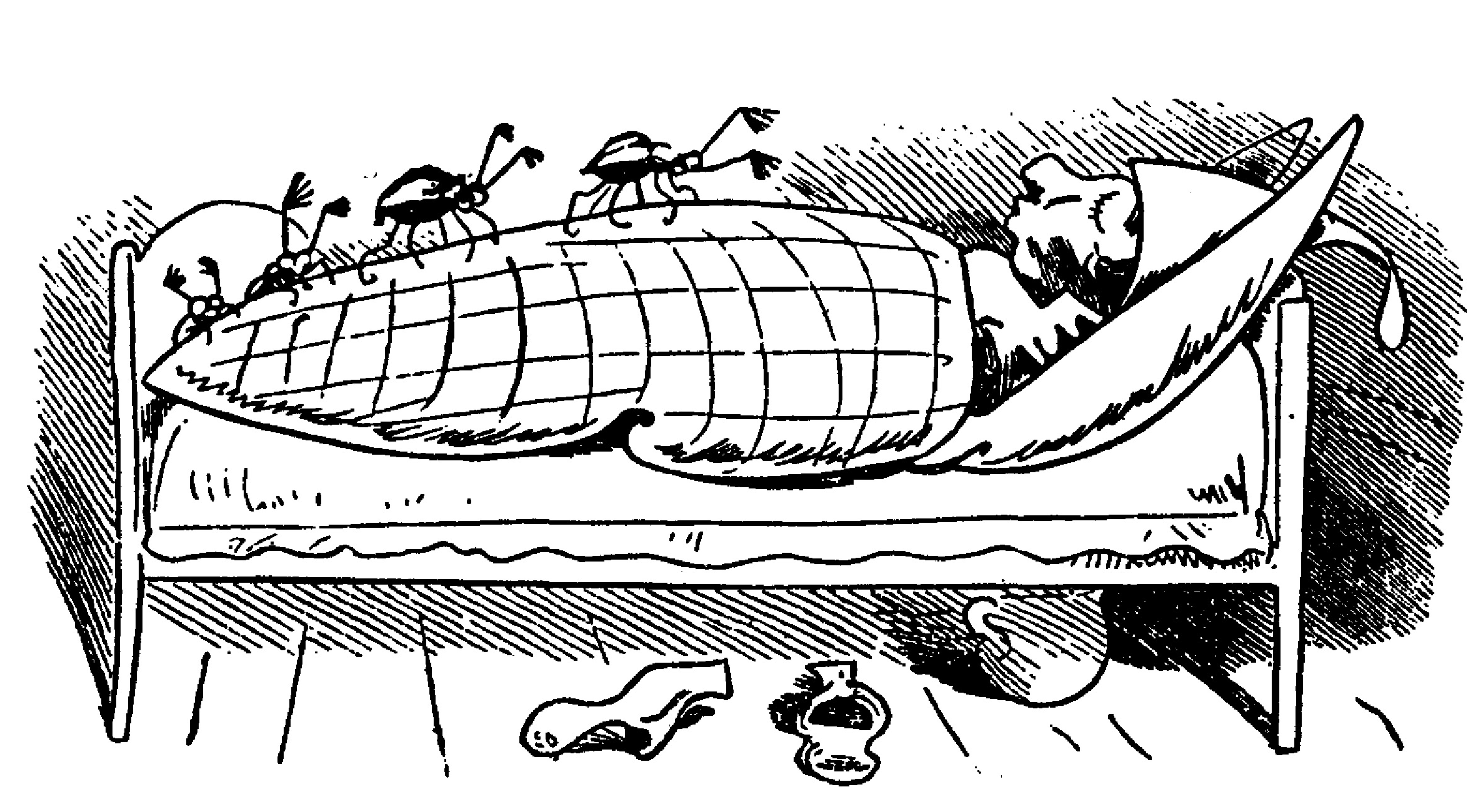
Quinta travessura: tio Fritz

Igualmente bem sucedida é a quinta travessura, em que eles colocam besouros na cama de tio Fritz, que deve travar uma violenta batalha noturna, resultando no extermínio dos insetos. 

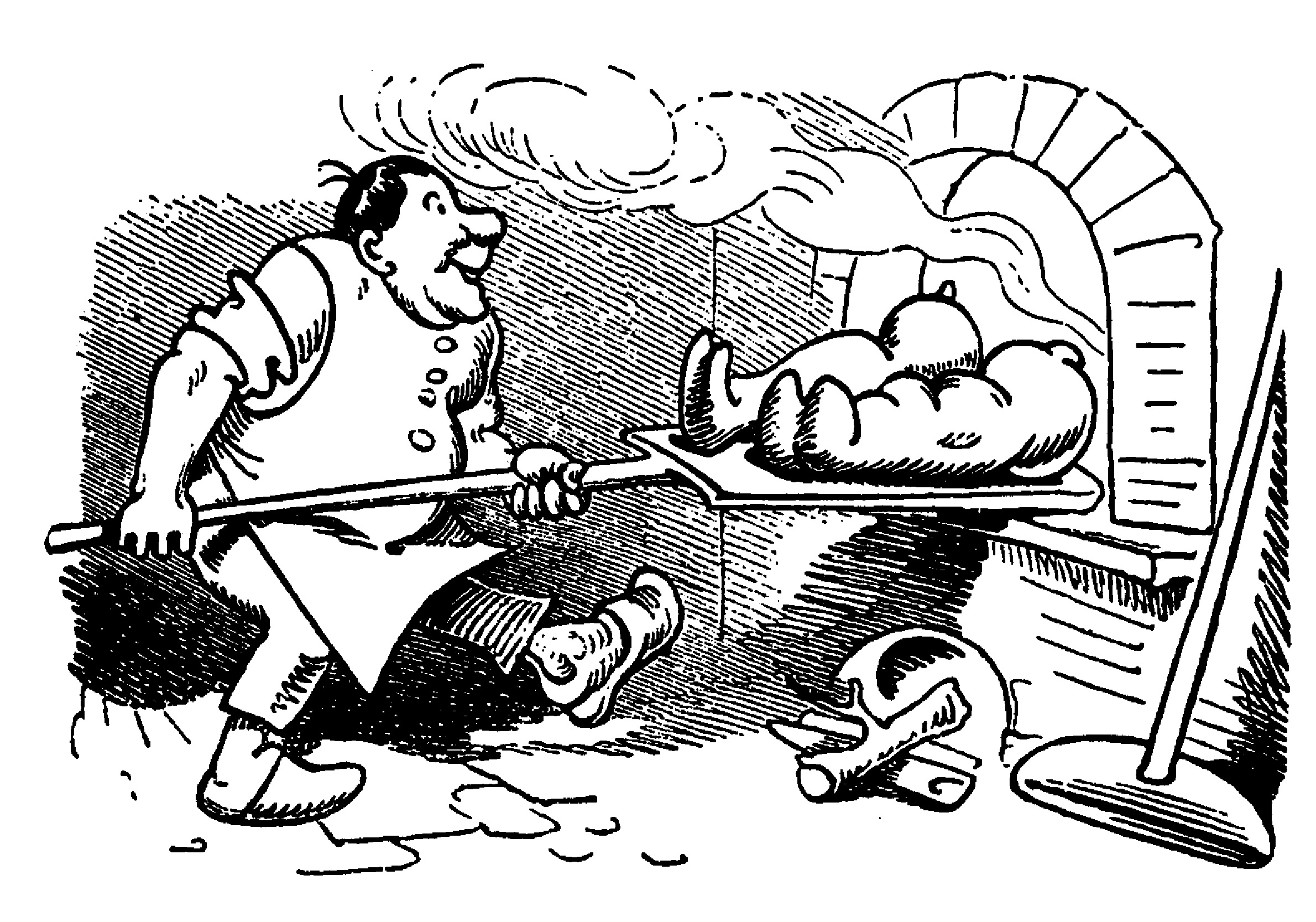
Sexta travessura: mestre Bäcker

Na sexta travessura, os dois não obtêm sucesso. Eles conseguem entrar em uma padaria pela chaminé, de onde caem direto em uma caixa de farinha e sobem enfarinhados em uma cadeira para conseguir alcançar pretzels açucarados. A cadeira quebra e os dois caem no pote da massa. O padeiro pega os meninos cobertos de massa, os molda em forma de pão e os joga no forno. Porém, os dois sobrevivem comendo através da casca de pão e conseguem escapar.
A sétima travessura tem como consequência a morte dos dois. O agricultor Mecke os captura quando eles fazem furos em seus sacos de grãos e os leva ao moinho onde são triturados pelo moleiro, para, então, os dois patos do moleiro devorarem tudo o que restou dos dois. 
No epílogo todas as vítimas ficam contentes com o fim dos malfeitores:
Ninguém os dois lamentou
Na vila; ninguém chorou.
- Recordando as suas aves,
Murmurou a viúva Chaves:
“Eu logo vi...” - O alfaiate,
Dando a uma calça o remate,
Suspirou: “Fez-se justiça!”
- O mestre ajudando à missa,
Sentenciou: “A maldade
Não tem o fim da bondade...”
-O bom tio Frederico
Disse: “Meu Juca! Meu Chico!
A vadiação não faz a lei...
Bem que eu vos aconselhei!”
- “Bem feito!” disse o padeiro;
E, indiferente, o moleiro:
“Eu cá fiz o meu serviço,
Não tenho nada com isso...”
- Em suma, por toda a vila,
Livre de dois e tranquila,
Reinou a paz afinal...
Mais nada. Ponto final!

## Características da obra

### Estrutura
Max und Moritz, como todas as obras ilustradas de Busch, não é contada somente com imagens, mas através de um texto com uma sequência de episódios individuais. A história da vida curta dos pivetes possui um prólogo e um epílogo, e relata sete travessuras, atingindo seu ponto alto na sexta e terminando com a morte de ambos protagonistas na sétima. É característica da história um constante jogo de contrastes entre ordem e caos, resultante de conflitos entre os dois personagens e suas vítimas. Esse jogo de contrastes é introduzido por uma detalhada descrição da ordem, que é convertida em caos por Max e Moritz.
Todos gostam afinal,
 De ter aves no quintal:
 As galinhas, bem nutridas,
 Põem ovos, quando cozidas
 Ou assadas, no jantar,
 São gratas ao paladar;
 Servem para encher almofadas
 Em cujo macio encosto
 A gente dorme com gosto...
                        As vítimas das outras travessuras, com exceção da sétima, são apresentadas de maneira semelhante. A mudança da ordem para o caos pode ser observada na rápida mudança de cenas da quinta travessura, em que o tio Fritz se dirige à sua cama e nela relaxa por três cenas, enquanto besouros se aproximam. As cinco cenas seguintes mostram sua batalha contra os insetos, e as duas últimas cenas finalmente mostram Fritz vitorioso após tê-los destruído.

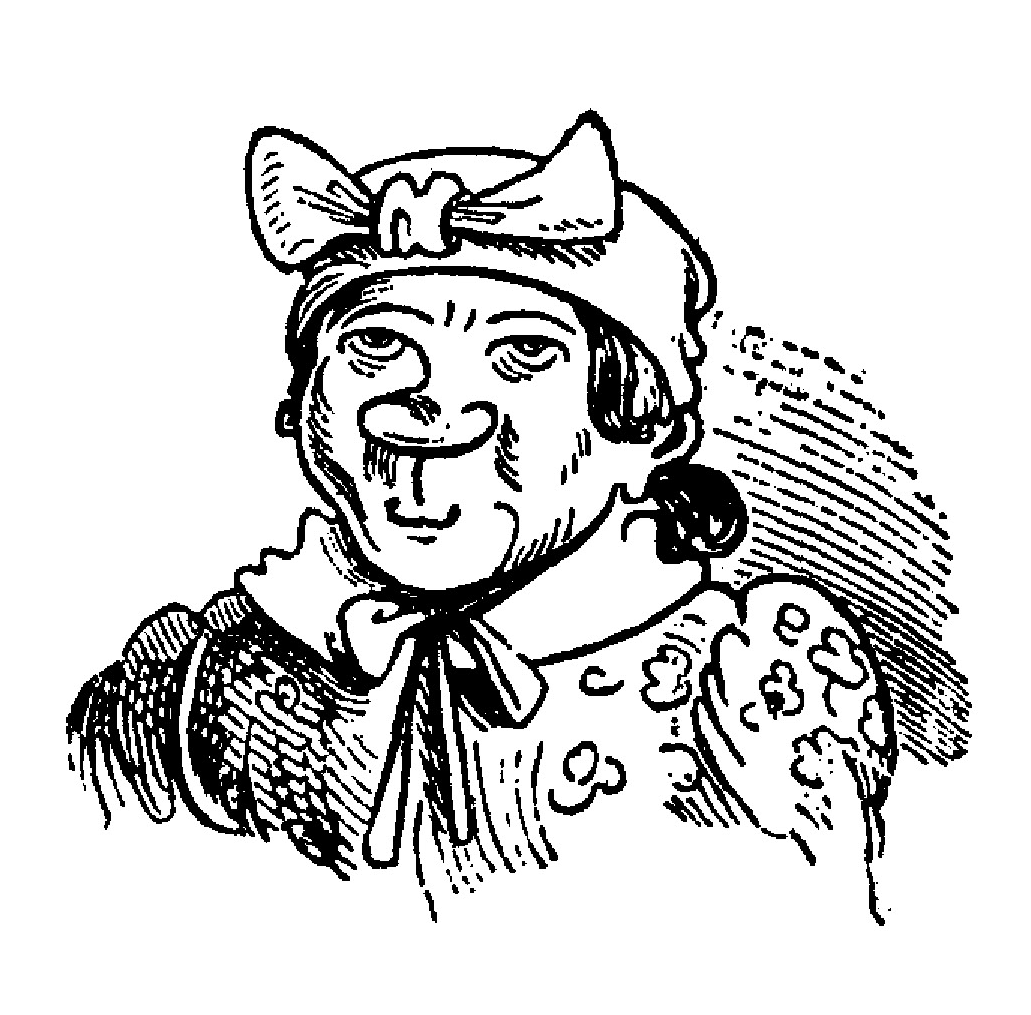
Primeira travessura: retrato da viúva Bolte

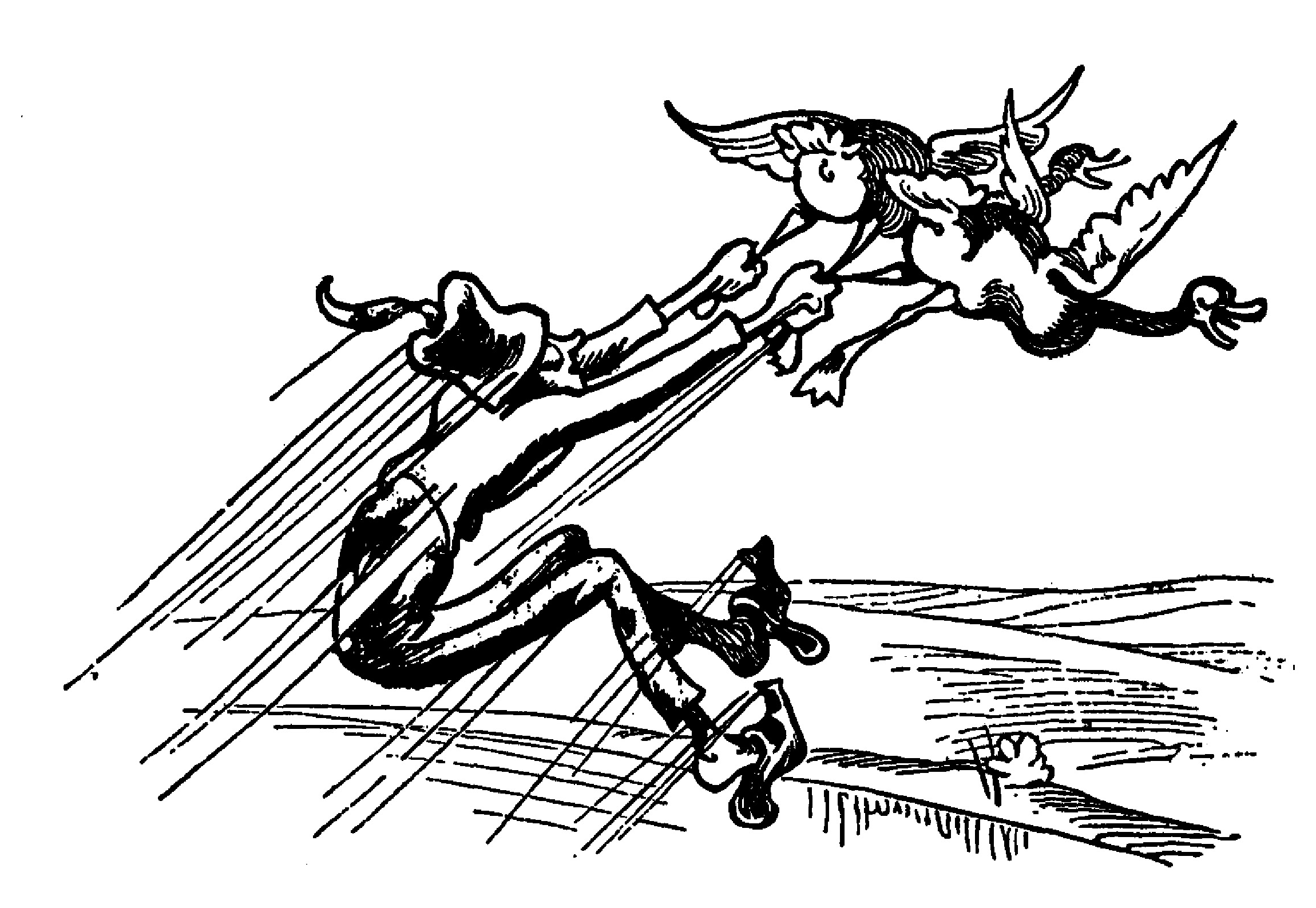
Terceira travessura: o alfaiate Böck é puxado por dois gansos do riacho

Os dois malfeitores normalmente não testemunham as consequências de suas tropelias. Apenas o leitor vê a morte das galinhas da viúva Bolte, as dores de estômago do alfaiate Böck, o ataque noturno dos insetos ao tio Fritz e a explosão do cachimbo do mestre Lämpel. A moral de que o crime não compensa é evidenciada pelo fim da história, em que Max e Moritz são moídos com o trigo e, em seguida, seus restos são devorados por patos. A reação das vítimas à morte dos dois ressalta essa moral irônica: “Eu cá fiz o meu serviço, Não tenho nada com isso...” comenta o moleiro. Nessa cena, percebe-se o humor negro de Busch, presente em todas as suas obras.
A cronologia dos episódios é apenas insinuada, e em partes contraditória. Os besouros da quinta travessura, por exemplo, ao invés de zumbirem em maio ou junho, manifestam-se na história antes da primavera europeia, sendo a Páscoa o período em que ocorre a sexta travessura.  Outros fatos que contrariam a realidade são que os besouros têm o tamanho de uma mão humana e os dois gansos são suficientemente fortes para carregarem o alfaiate Böck.

### Linguagem
A tradução brasileira é estruturada em redondilhas maiores, ou seja, em versos com sete sílabas métricas:
Che/gou/ a/ se/ma/na/ SANta.
Há/ tan/ta en/co/men/da, TANta,
Que/ an/dam/ to/dos/ li/GEIros
Pa/dei/ros/ e /con/fei/TEIros...

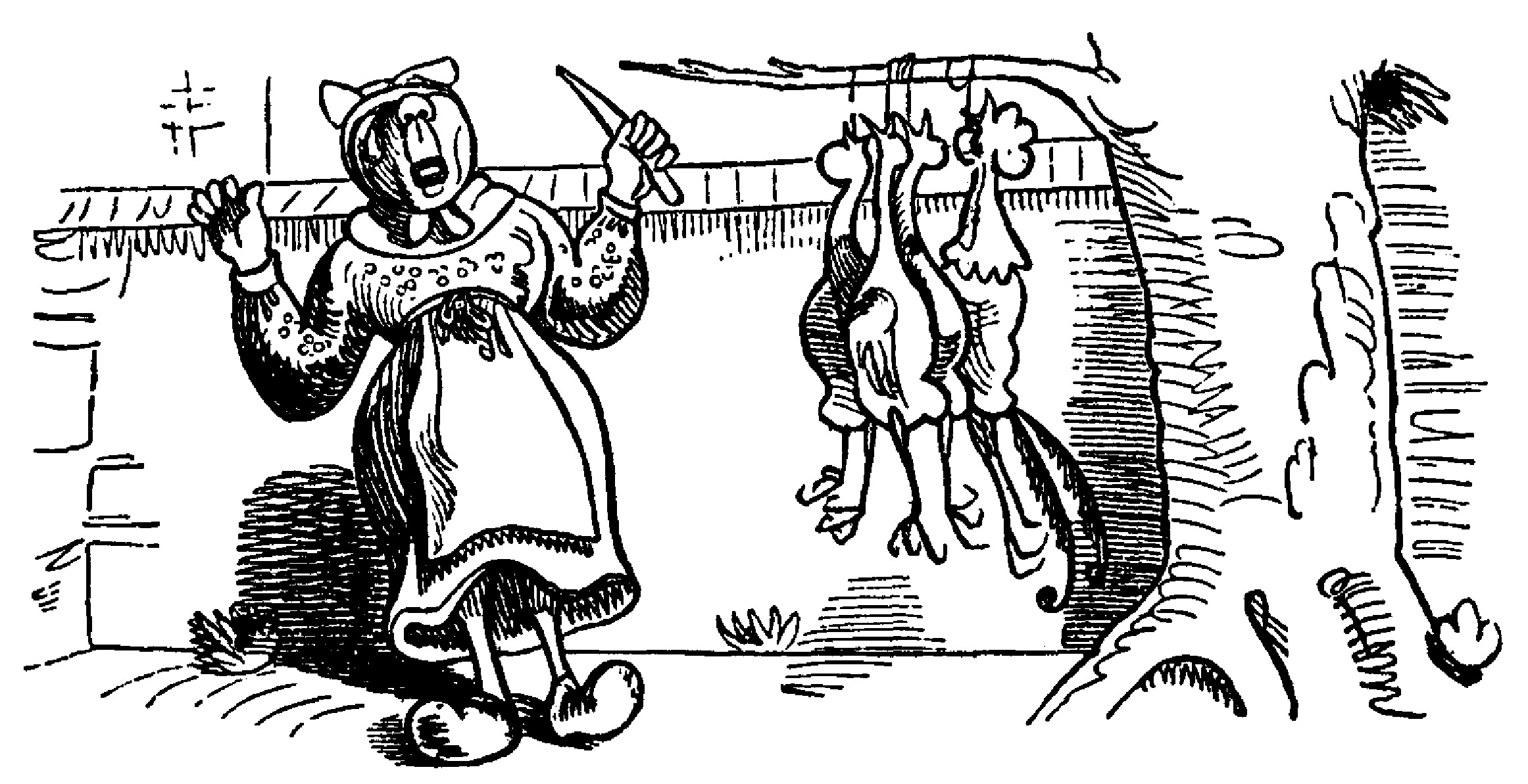
Primeira travessura: viúva Bolte

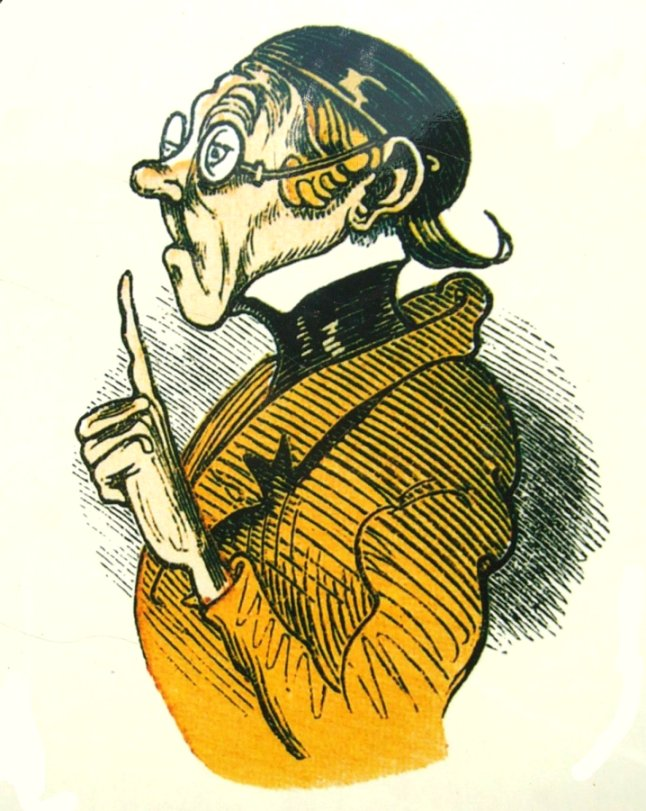
Professor Lämpel em uma versão colorida do Max und Moritz

Há também um contraste visível entre os desenhos cômicos e a escrita aparentemente séria de Busch, característica típica das suas histórias posteriores, mas que já pode ser encontrada em múltiplos pontos de Max e Moritz e que foi mantida na tradução de Olavo Bilac para o português. O sofrimento da viúva Bolte após a morte de suas galinhas, por exemplo, é desproporcional ao que acontece.
Ai! Que amargura! que espanto!
 Corre dos olhos, meu pranto!
 A esperança mais querida,
 Mais bela da vida,
 Eu vejo, como um bugalho,
 Pendente daquele galho!
E o sofrimento termina com a decisão da viúva Bolte:
“Não posso mais dar a vida
 Aos defuntos que tão cedo
 Se foram deste degredo...
 Que ao menos passam, assados,
 No estômago sepultados,
 Descansar de tanta mágoa!”
Wilhelm Busch descreve o sofrimento de modo igualmente irônico e grotesco quando o mestre Lämpel fica temporariamente incapaz de trabalhar após Max e Moritz explodirem seu cachimbo.
Quem agora, ó Providência,
 Há de servir à Ciência?
 Quem há de, na igreja calma,
 O grande órgão com alma
 Durante a missa tocar,
 E o Te-deum acompanhar?
 E como é que há o Gouveia
 Cachimbar depois da ceia,
 Se o pobre cachimbo seu
 Já foi cachimbo, e ... morreu?!
O uso de onomatopeias também caracteriza o trabalho de Busch. “Certas coisas são vistas mais claramente com os ouvidos”, argumentou ele ao seu amigo, Franz von Lembach. Há um exemplo logo na primeira travessura:
O galo, rei do quintal,
 - Cocorocó - dá sinal:
 Depressa, cacarejando,
 Vêm as galinhas em bando...

### Personagens

#### Protagonistas

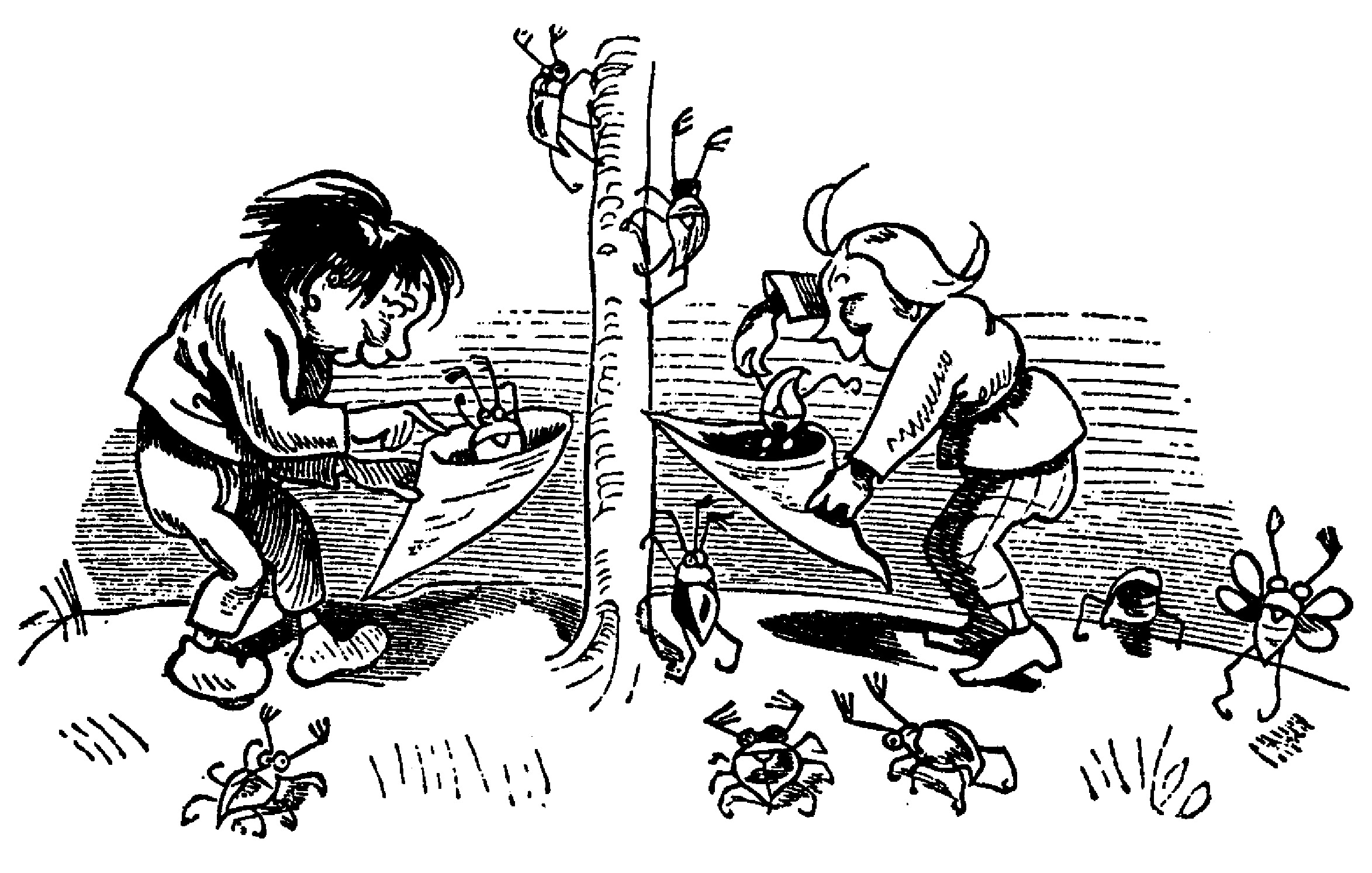
Cena individual

O romance familiar sentimental, típico da época de criação de Max und Moritz, geralmente mostra o retrato de uma natureza alegre, despreocupada e inocentemente pura da criança. Esse retrato contrastava com uma prática pedagógica amplamente difundida, na qual predominavam a disciplina e castigos físicos nas escolas, complementados pelas punições dos pais. Esperava-se que as crianças demonstrassem um bom comportamento: constante, submisso e sem transtornos, e qualquer desvio disso era severamente punido. Max e Moritz contrastam fortemente com a imagem que se faz das crianças no romance familiar da época, pois, como quase todos os personagens infantis de Wilhelm Busch, são agressivos e perversos. Assim se expressa a imagem pessimista que  Busch faz das pessoas, que tem origem na ética protestante do século XIX influenciada por Santo Agostinho, de que o homem é mau por natureza e será sempre dominado por seus vícios. Civilizar é o objetivo da educação, porém pode encobrir apenas superficialmente as pulsões das pessoas. A mansidão leva somente à continuação de delitos, que devem ser castigados, mesmo que isso resulte em marginais incorrigíveis, marionetes treinadas ou, em casos extremos, em crianças mortas.

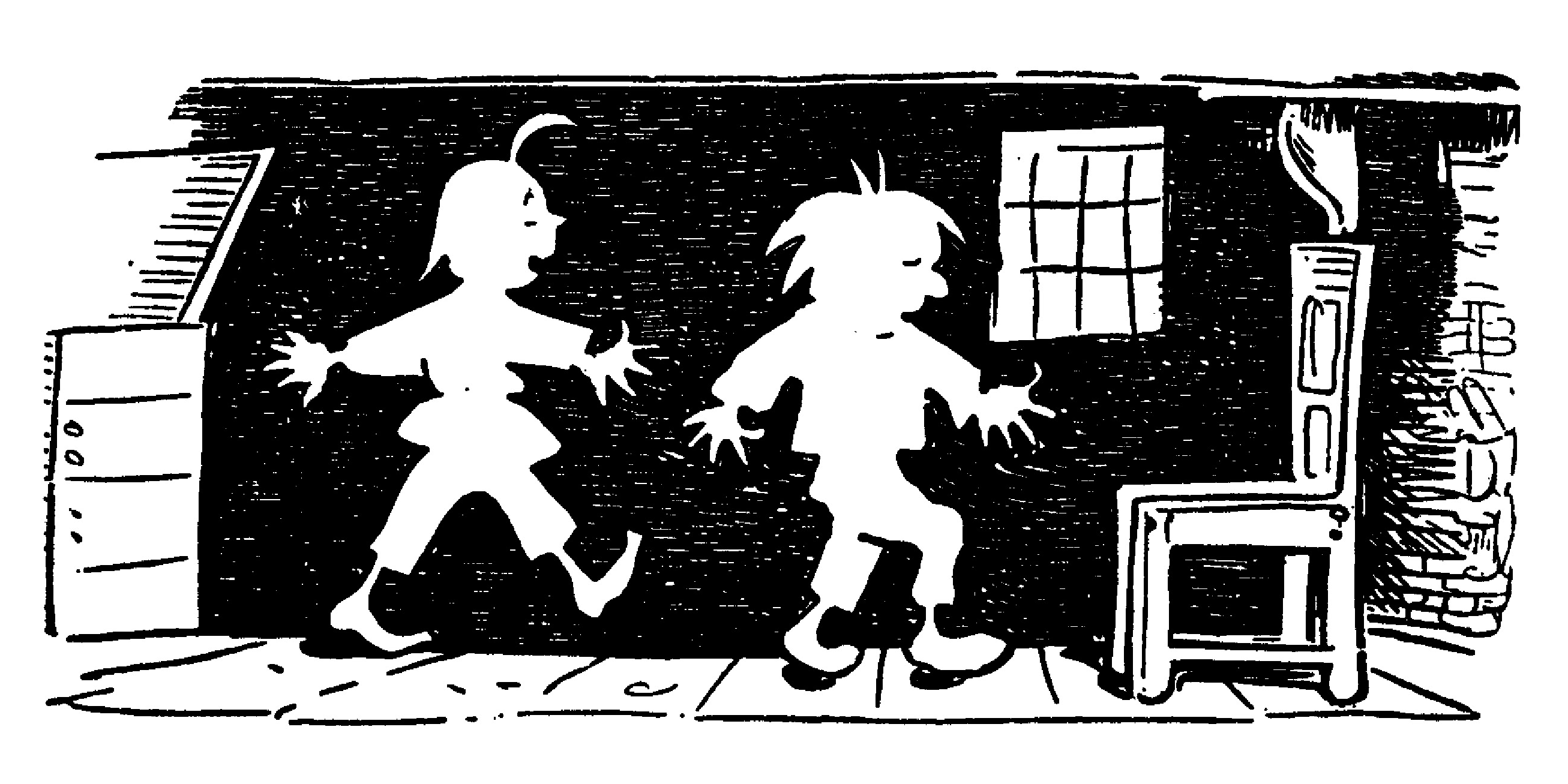
Cena individual

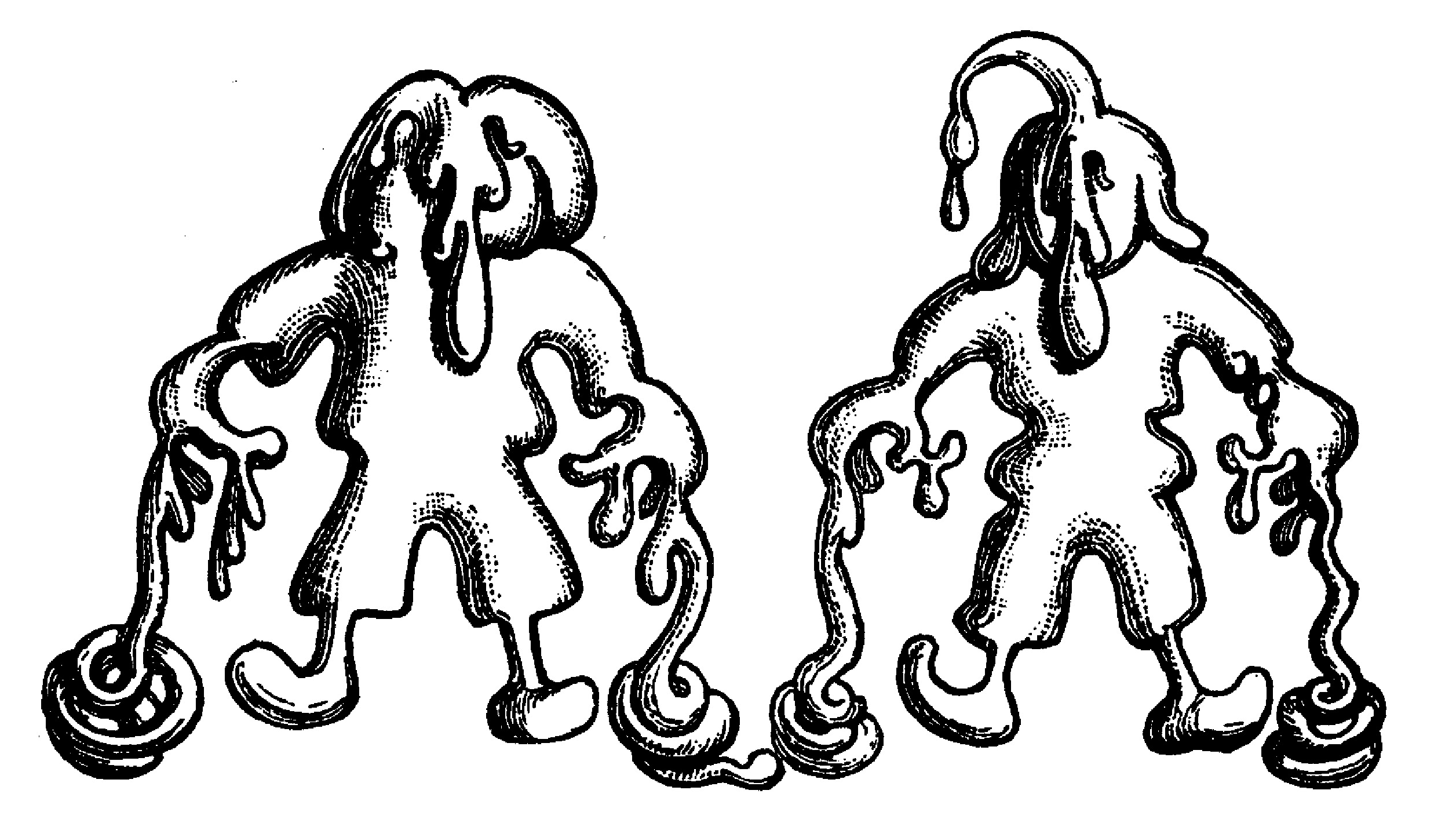
Cena individual

Muitos biógrafos de Busch acreditam que Max e Moritz são a reprodução literária da amizade entre Wilhelm Busch e Erich Bachmann (1832–1907), o filho de um moleiro, que começou na infância e durou até o fim da vida de Bachmann. Durante os anos em que Wilhelm Busch viveu com seus pais em Wiedensahl, raramente aconteciam travessuras grosseiras de criança como as que ele depois atribuiu aos seus protagonistas Max e Moritz em forma de versos. Ele mesmo descreveu-se posteriormente em seus esboços e cartas autobiográficas como uma criança sensível e medrosa, que teria “estudado a fundo a arte de ter medo”. No outono de 1841, Wilhelm Busch, já com nove anos de idade, foi confiado aos cuidados de seu tio, o pastor Georg Kleine de 35 anos, que morava em Ebergötzen, para que este cuidasse de sua educação. Wilhelm Busch recebia aulas particulares de seu tio, das quais seu novo amigo Erich Bachmann também podia participar. Assim que terminavam suas aulas, os dois meninos podiam zanzar pela cidade sem supervisão e algumas de suas aventuras, que mais tarde Wilhelm Busch narrou, fazem paralelos com a história de Max e Moritz. Quando fazia bom tempo, Busch e Bachmann eram atraídos ao limite do campo, cavavam trincheiras na margem do rio, tiravam as roupas e se enlameavam, para finalmente se deixarem secar lentamente ao sol. Também capturavam pássaros com armadilhas e corriam enfarinhados ao redor do moinho dos Bachmann.

Um pequeno retrato desenhado a lápis, que Wilhelm Busch desenhou de seu amigo quando tinha 14 anos, mostra Erich Bachmann como um menino gorducho e autoconfiante, que tinha uma estrutura parecida com a do Max da história. O autoretrato de Busch da mesma época mostra um redemoinho no cabelo, que em Moritz se tornou um topete. Uma caricatura desenhada anos depois por Busch, que o representava juntamente com Georg Kremplsetzer, mostra Busch com um topete parecido com o de Moritz. Contudo, quando perguntado sobre a veracidade da história, Wilhelm Busch apenas respondeu discretamente:
“Tu me perguntas se Max und Moritz é uma história verdadeira. Então, não totalmente. A maior parte é inventada, mas algumas coisas realmente aconteceram. O fato de que travessuras maldosas não têm um bom final com certeza é o que há de verdade nela”

#### As vítimas

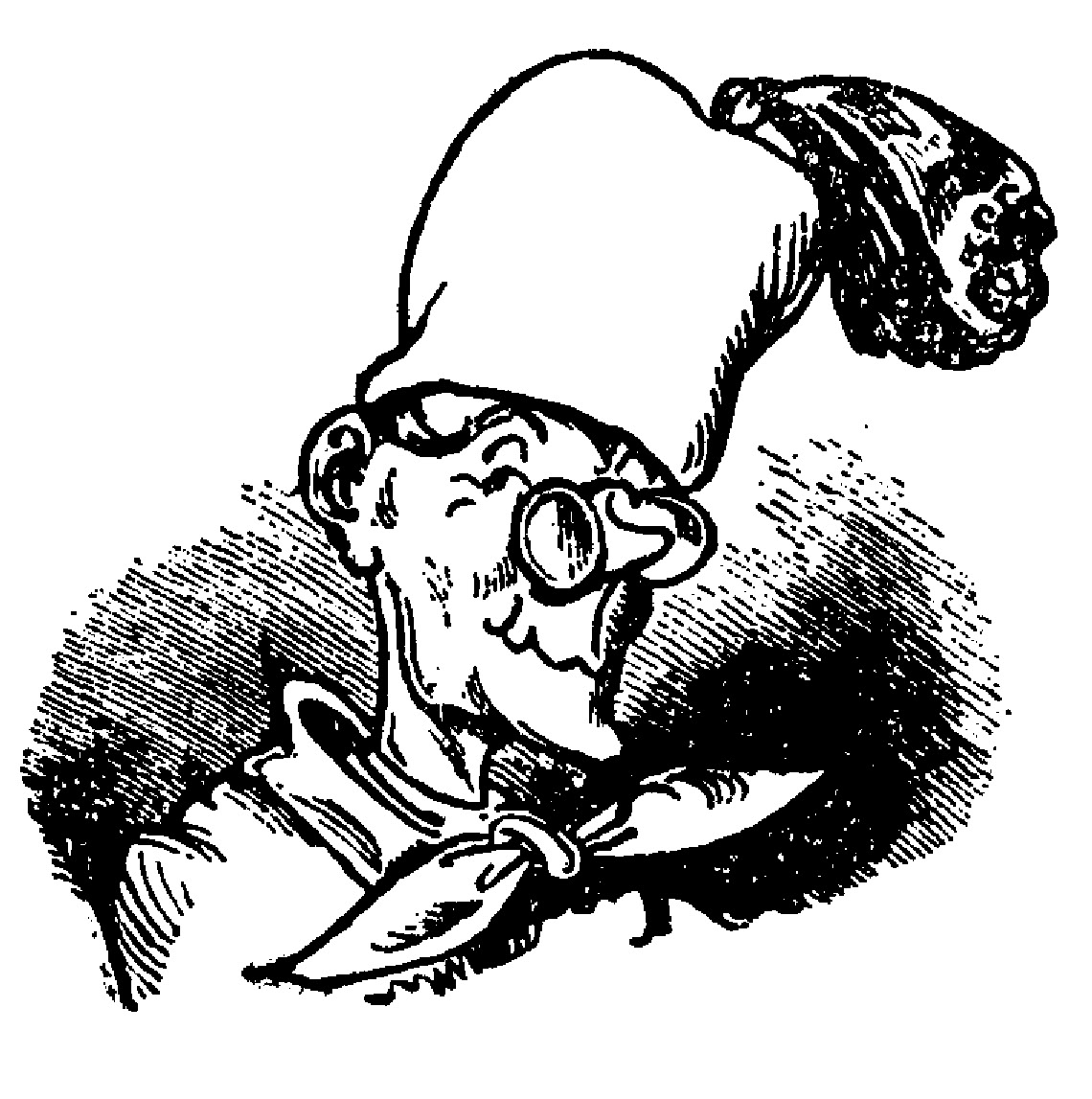
Alfaiate Böck

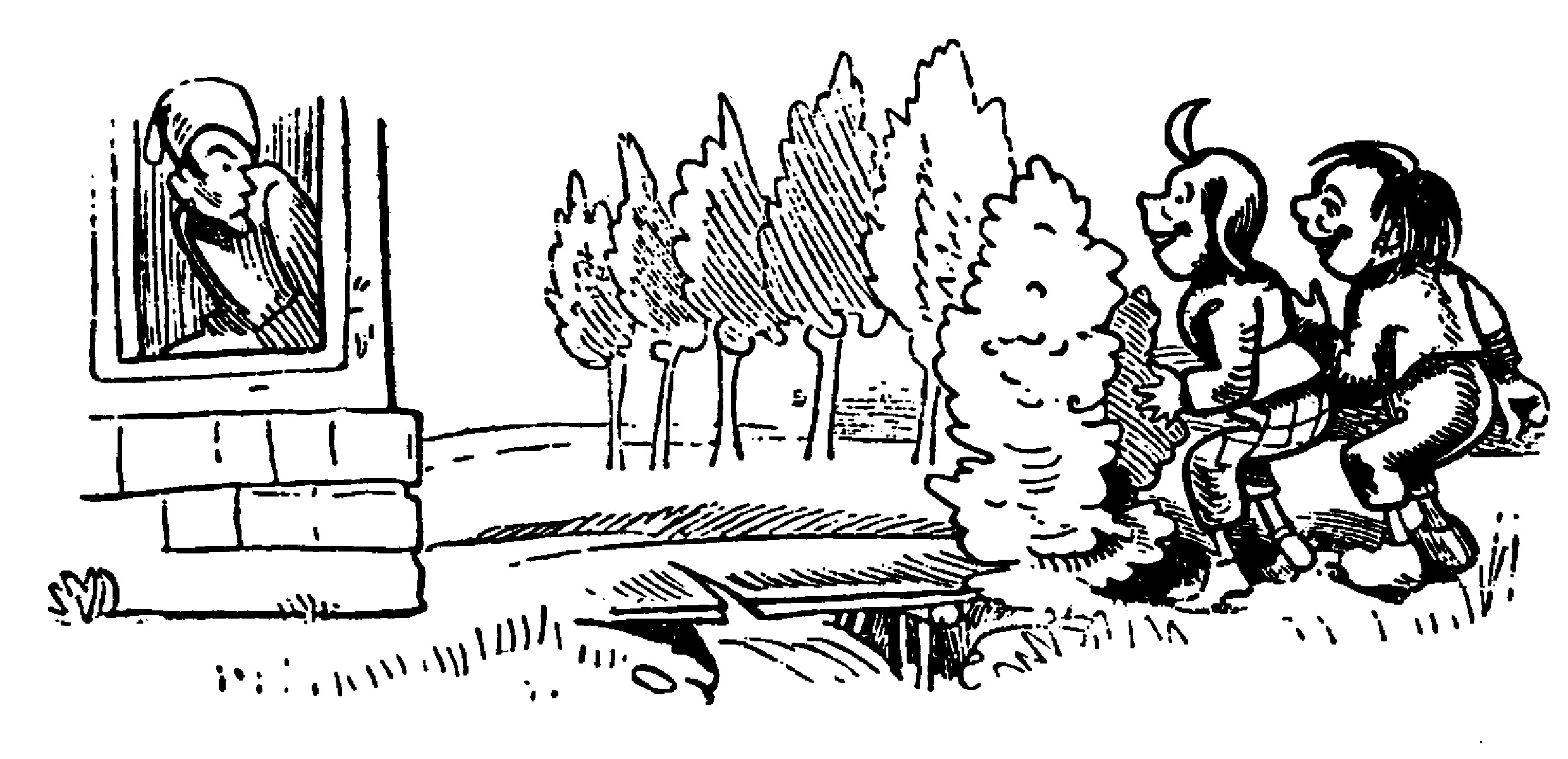
Terceira travessura: mestre Böck

Todas as obras de Wilhelm Busch mostram uma fixação pela forma de vida dos alemães de cidade pequena. Seus personagens agricultores são desprovidos de delicadeza e seu último texto em prosa retrata a vida de cidadezinha de forma impiedosamente crua. Isso é mostrado nas personagens da história de Max e Moritz. A viúva Bolte, o alfaiate Böck, o professor Lämpel, o tio Fritz, o padeiro Bäcker, o agricultor Mecke e o moleiro Müller não são as típicas personagens alemãs de cidade grande. Na tradução de Olavo Bilac essas personagens foram traduzidas, respectivamente, como viúva Chaves, alfaiate Brás Duarte, mestre Gouveia, tio Frederico, padeiro, dono do trigo e mestre moleiro. Os habitantes das cidadezinhas do norte da Alemanha, nas quais Busch passou grande parte de sua vida, serviram de modelo para a elaboração de suas personagens. Os próprios nomes Bolte e Meck já sugerem isso. Além disso, o agricultor Mecke fala as únicas duas frases em baixo-alemão  do texto. O nome de família Bolte, sobrenome da primeira vítima da história ilustrada, era extremamente comum em Wiedensahl, cidade natal de Busch, e um casal Bolte vivia quase em frente à casa dos pais de Busch durante os anos 1850. “Intelectuais” como o professor Lämpel, que também atuava como organista, eram raros na vida das comunidades rurais.  A longa cauda do fraque, o colarinho inflexível, as perneiras, as luvas pretas e o chapéu de erudito usados por ele são indícios de sua pretensão de se distinguir de seus vizinhos interioranos; ao mesmo tempo em que o nome “Lämpel”, que pode ser traduzido do alemão como lâmpada pequena, é uma evidência de que ele provavelmente nunca lidou com grande luz de espírito. Já no início do século XVII, Julius Wilhelm Zincgref, que publicou a sátira aos professores Facetiae Pennalium, das ist Allerley lustige Schulbossen, utilizou os nomes Lempel e Lämpel.
Professores de cidade pequena como Lämpel eram pagos de forma miserável, além de terem deveres adicionais, como serviços de sacristão e de mestre de coro. As más condições que caracterizavam o sistema de ensino no século XIX foram retratadas por inúmeros artistas.
Alfaiates como Böck geralmente eram personagens favoritas em caricaturas e zombaria. Muitos deles eram judeus da Europa Oriental, então a zombaria e o deboche direcionadas a alfaiates e judeus frequentemente se sobrepunham. Alfaiates geralmente eram tidos como afeminados, desonestos e sujos. Os gritos 
 “Sai, alfaiate caipora!
Cara de bode! pra fora
Mé! Mé! Mé!”
aludiam ao rumor popular de que eles sodomizavam cabras. Antes de Max und Moritz, já se encontram alfaiates na obra de Wilhelm Busch em Trauriges Resultat einer vernachlässigten Erziehung em Ballade von den sieben Schneidern. As outras personagens que caracterizam a história ilustrada de Max und Moritz também fazem parte das contribuições de Busch ao Fliegende Blätter e de suas primeiras publicações independentes. Os dois garotos mal-criados Max e Moritz têm seus antecessores no Die kleinen Honigdieben e na história de Diogenes und die bösen Buben von Korinth. Já o agricultor astuto pode ser encontrado em Der Bauer und sein Schwein e em Der Bauer und das Kalb; o moleiro com o moinho são encontrados em Der Bauer und der Windmüller; o tio Fritz e os besouros rastejantes em sua cama têm seus precursores em Die gestörte und wiedergefundene Nachtruhe oder der Floh; o padeiro, que assa os protagonistas no forno, pode ser encontrado pelo menos na personagem do canibal que aparece na paródia de João e Maria escrita por Busch.
A aparência do moinho no qual Max e Moritz foram triturados foi inspirada nos moinhos ainda existentes em Ebergötzen. Busch encontrou a figura do alfaiate Böck durante sua estada em Wörgl.

### ... e a moral da história

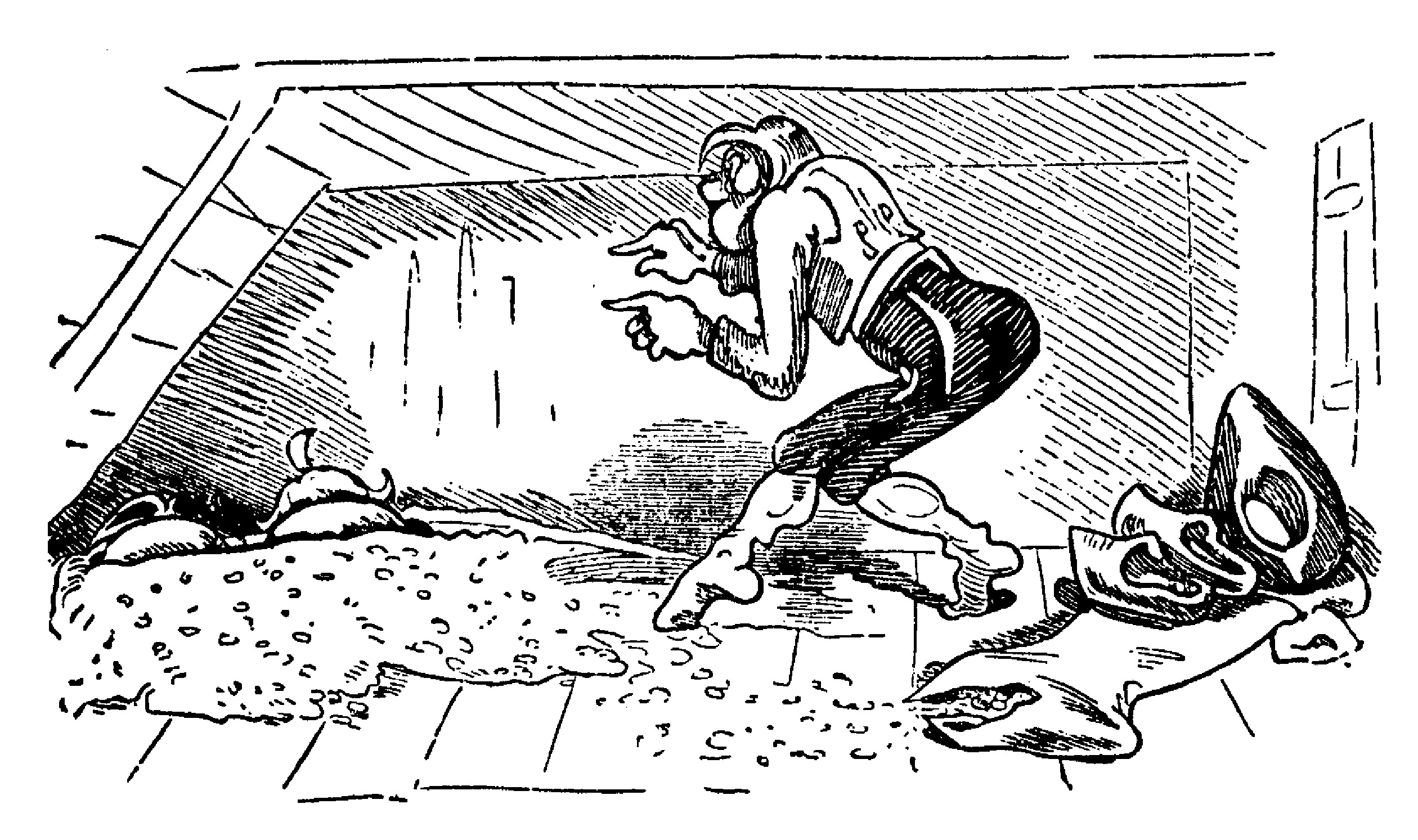
Sétima travessura: agricultor Mecke

Assim como a história ilustrada de Wilhelm Busch, obras semelhantes da época normalmente subdividiam as pessoas nas categorias "bom" e "mau". Pais e professores, assim como adultos de forma geral, pertenciam à classe dos "bons" e, por isso, tinham a autoridade para punir crianças e adolescentes "maus" pelas suas falhas.

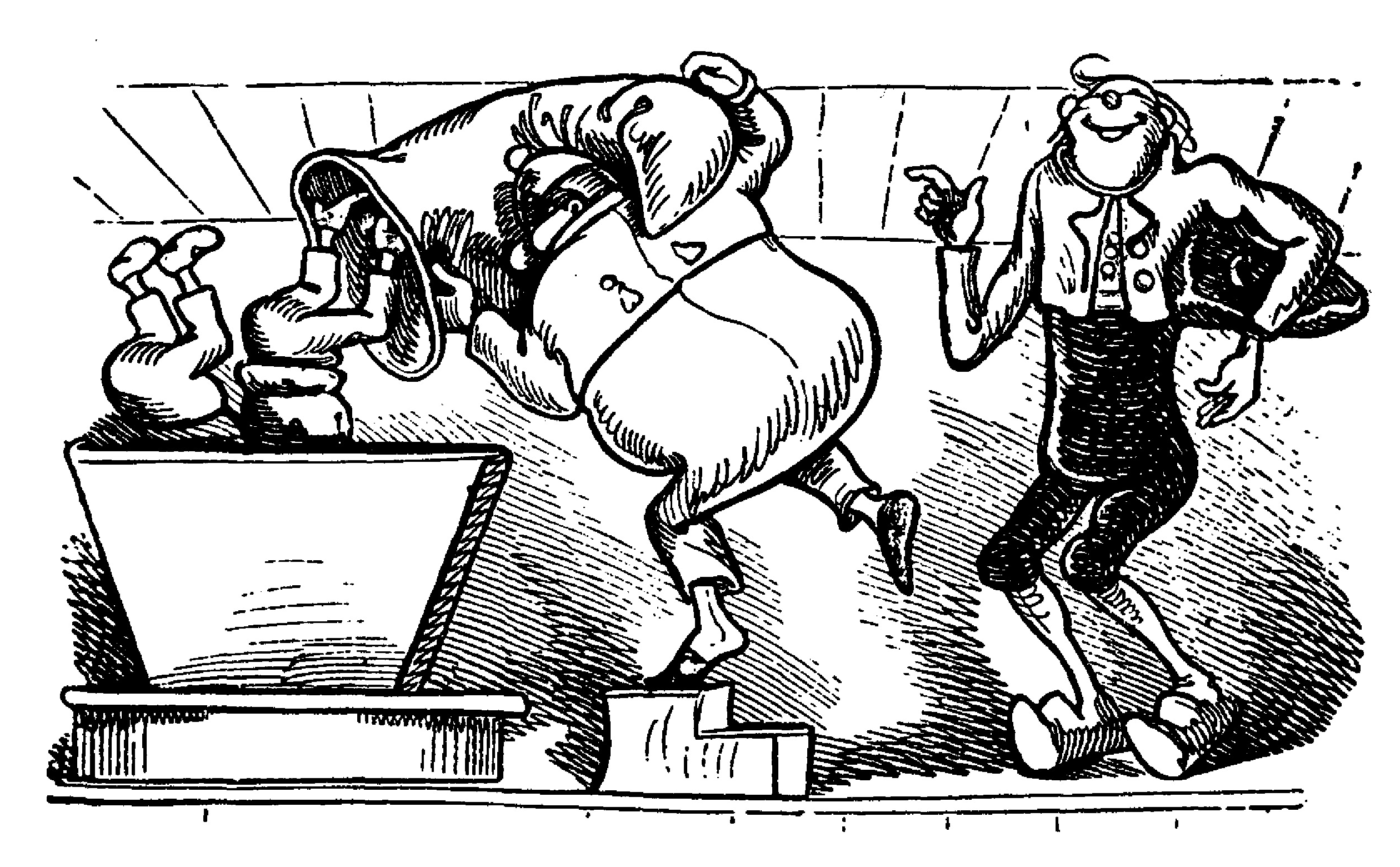
Sétima travessura: mestre Müller e agricultor Mecke

Busch não faz distinção desse modelo, pois suas personagens crianças são, com poucas exceções, maldosas e agressivas. Em Max und Moritz, a perversidade está separada de qualquer motivação e é o resultado de uma simples compulsão por delitos. Já na primeira travessura, depois da apresentação da viúva Bolte e suas quatro galinhas, os dois protagonistas se perguntam que travessura aprontariam. A falta de motivo de suas transgressões se torna ainda mais clara na terceira travessura, que é voltada contra o alfaiate Böck.

Porém os pais, seus educadores ou outros adultos com quem as crianças nas histórias ilustradas de Busch se relacionam não são menos maldosos ou agressivos. O “respeitável” professor Lämpel, que gostava de tocar o órgão da igreja, recebe com satisfação a execução de Max e Moritz no fim da história ilustrada. O "bom" tio Fritz  não julgou que o tratamento às crianças se distinguisse do esmagamento dos besouros que roubaram seu descanso noturno.  O "bom" agricultor não se afeta pelo fim dos dois protagonistas: "Eu cá fiz o meu serviço,/ Não tenho nada com isso...", comenta ele depois de as duas crianças serem moídas em comida de pato. Por esse motivo Gert Ueding considera que as crianças mal-educadas das histórias ilustradas de Busch revelam "todo o acanhamento e justiça dos seus adversários como sendo uma fachada hipócrita". Max e Moritz são, do seu ponto de vista, os provocadores que revelam os desejos e impulsos reprimidos por tabus dos pais e educadores. O extermínio das duas crianças simboliza, para Ueding, o ato autoritário, com o qual os adultos devem derrotar a tentação de agir da mesma forma que a criança. Wilhelm Busch condena a hipocrisia dos habitantes de cidadezinhas alemãs no que diz respeito à educação das crianças de maneira particularmente radical em um episódio de senso de humor peculiar de Tobias Knopp, no qual um pai bate em seus dois filhos por precaução antes da visita de uma festa na cidade.